# گریولی، کمبریج‌شر
گریولی (به انگلیسی: Graveley) یک روستا و محله مدنی در بریتانیا است که در کمبریج‌شر جنوبی واقع شده‌است. گریولی ۲۲۳ نفر جمعیت دارد.